# Coatepeque (Quetzaltenango)
Coatepeque („Schlangenberg“) ist eine ca. 125.000 Einwohner zählende Großstadt und Gemeinde (municipio) im Pazifikvorland im Departamento Quetzaltenango im Südwesten Guatemalas.

## Lage und Klima
Coatepeque liegt ca. 25 km südlich der landschaftlich schöneren Hochlandroute der Panamericana, dafür aber an der deutlich schnelleren Pazifikroute. Die mexikanische Grenze bei Ciudad Tecún Umán ist nur etwa 35 km in westlicher Richtung entfernt. Coatepeque liegt in einem ca. 480 m hoch gelegenen Talkessel der Sierra Madre de Chiapas ca. 220 km (Fahrtstrecke) westlich von Guatemala-Stadt; nächstgelegene Großstadt ist Quetzaltenango (ca. 62 km nordöstlich). Das Klima im Pazifikvorland ist meist feuchtwarm und regenreich (ca. 2000–4000 mm/Jahr).

## Bevölkerung
In der von Abwanderung betroffenen Stadt überwiegt eine Mischbevölkerung aus verschiedenen Maya-Ethnien (Mam oder Quiché). Man spricht meist Spanisch.

## Wirtschaft
Landwirtschaft, Handel und Dienstleistungen an der Pazifikroute Guatemalas bilden das wirtschaftliche Rückgrat der Gemeinde.

## Geschichte
Auf dem Gebiet der heutigen Stadt existierte schon seit langem eine indianische Ansiedlung. Diese wurde in den 1520er Jahren von den Truppen der spanischen Konquistadoren Pedro und Gonzalo de Alvarado erobert und von den tlaxcaltekischen Hilfstruppen coatepeque genannt. Als Gründungsdatum der lange Zeit eher unbedeutenden Siedlung Santiago de Coatepeque gilt der 24. April 1770; die Stadtrechte wurden erst im Jahr 1951 verliehen.

## Sehenswürdigkeiten
- Die Ende des Jahrhunderts entstandene Kirche Jesu Christi (Iglesia de Jesus) der Heiligen der Letzten Tage (Mormonen) ist von Interesse.

Umgebung
- Ca. 40 km (Fahrtstrecke) südöstlich liegt die von der UNESCO als Weltkulturerbe anerkannte archäologische Stätte von Takalik Abaj.